# Cundalla
Cundalla je debutové studiové album skupiny Wohnout z roku 1999.

## Seznam skladeb
1. Cun DaLa Ryschawa
2. Banány
3. Hamoun
4. Marie
5. Pflusík
6. Seno
7. Osmák nejdeguovatější
8. Hory
9. Jevany
10. Plešatí pánové

## Obsazení
- Jan Homola – kytara, zpěv
- Matěj Homola – kytara, zpěv
- Jiří Zemánek – baskytara
- Zdeněk Steiner – bicí